# فرودگاه ترنچین
فرودگاه ترنچین (به انگلیسی: Trenčín Airport) یک فرودگاه همگانی و نظامی است که یک باند فرود بتن دارد و طول باند آن ۲۰۰۰ متر است. این فرودگاه در کشور اسلواکی قرار دارد و در ارتفاع ۲۰۶ متری از سطح دریا واقع شده است.